# مزد ترس
مزد ترس (به فرانسوی: Le Salaire de la peur) رمانی است از ژرژ آرنو، نویسندهٔ اهل فرانسه. فیلم مزد ترس براساس این رمان در سال ۱۹۵۳ ساخته شد.